# ポタモルニス
ポタモルニス（学名 : Potamornis）は、後期白亜紀の後期マーストリヒチアンに生息したヘスペロルニス類の鳥類の属。ポタモルニスは断片的な化石であり、アメリカバッククリークのランス層で発見された。さらに、モンタナ州の上部ヘルクリーク層で、古第三紀のダニアンにまで遡るヘスペロルニスの可能性がある化石が発見されたが、これらは再加工された可能性がある。2001年に1種が記載され、ポタモルニス・スクッチ（Potamornis skutchi）と命名された。
ポタモルニスは、ほぼ間違いなく中生代の海に生息していた。また、大型で歯のある飛べない鳥の潜水鳥類であるヘスペロルニス類の一種であった。しかし、正確な近縁関係はそれほど解明されていない。ポタモルニスの方形骨はいくつかの点で独特であるが、分岐学的分析では明らかにヘスペロルニス科（典型的なヘスペロルニス類）とより多くの類似性を共有していた。したがって、ポタモルニスは異なる摂食の特殊性を持つヘスペロルニス科の化石である可能性がある。多くの潜水鳥類と同様にがっしりとした体格であったが、体重はおそらく1.5から2キログラムであった。これらのことから、ヘスペロルニス類には飛翔能力を持つもの（エナリオルニスを参照）が含まれていただけでなく、その科が独自に飛翔能力を失う進化をした可能性が浮上した。